# Rhyticeros
Rhyticeros este un gen de păsări din familia păsărilor-rinocer, Bucerotidae, care se găsesc în păduri din Asia de Sud-Est până în Insulele Solomon.

## Specii
Genul conține următoarele șase specii:
| Imagine | Denumire științifică     | Nume comun | Distribuție                                                                                            |
| ------- | ------------------------ | ---------- | --- |
|         | Rhyticeros plicatus      |            | Wallacea și Melanezia                                                                                  |
|         | Rhyticeros narcondami    |            | Narcondam                                                                                              |
|         | Rhyticeros subruficollis |            | sudul Myanmarului, părțile adiacente din vestul Thailandei și nordul Malaeziei Peninsulare             |
|         | Rhyticeros undulatus     |            | nord-estul Indiei și Bhutan, est și sud prin Asia de Sud-Est continentală și Marea Sundas în Indonezia |
|         | Rhyticeros everetti      |            | Sumba în Insulele Sunda Mici                                                                           |
|         | Rhyticeros cassidix      |            | Sulawesi, Buton, Lembeh, Togian și insula Muna.                                                        |